# Гумны (Тамбовская область)
Гумны — село в Моршанском районе Тамбовской области России. 
Входит в Ивенский сельсовет.

## География
Расположено на реке Цна, в 14 км к югу от центра города Моршанск, и в 83 км к северу от центра Тамбова.
На севере примыкает к селу Ивенье.

## Население
| 2010 |
| ---- |
| 377  |

Временно Гумны учитывались как часть села Ивенье, в том числе по переписи 2002 года.